# 吕德里茨

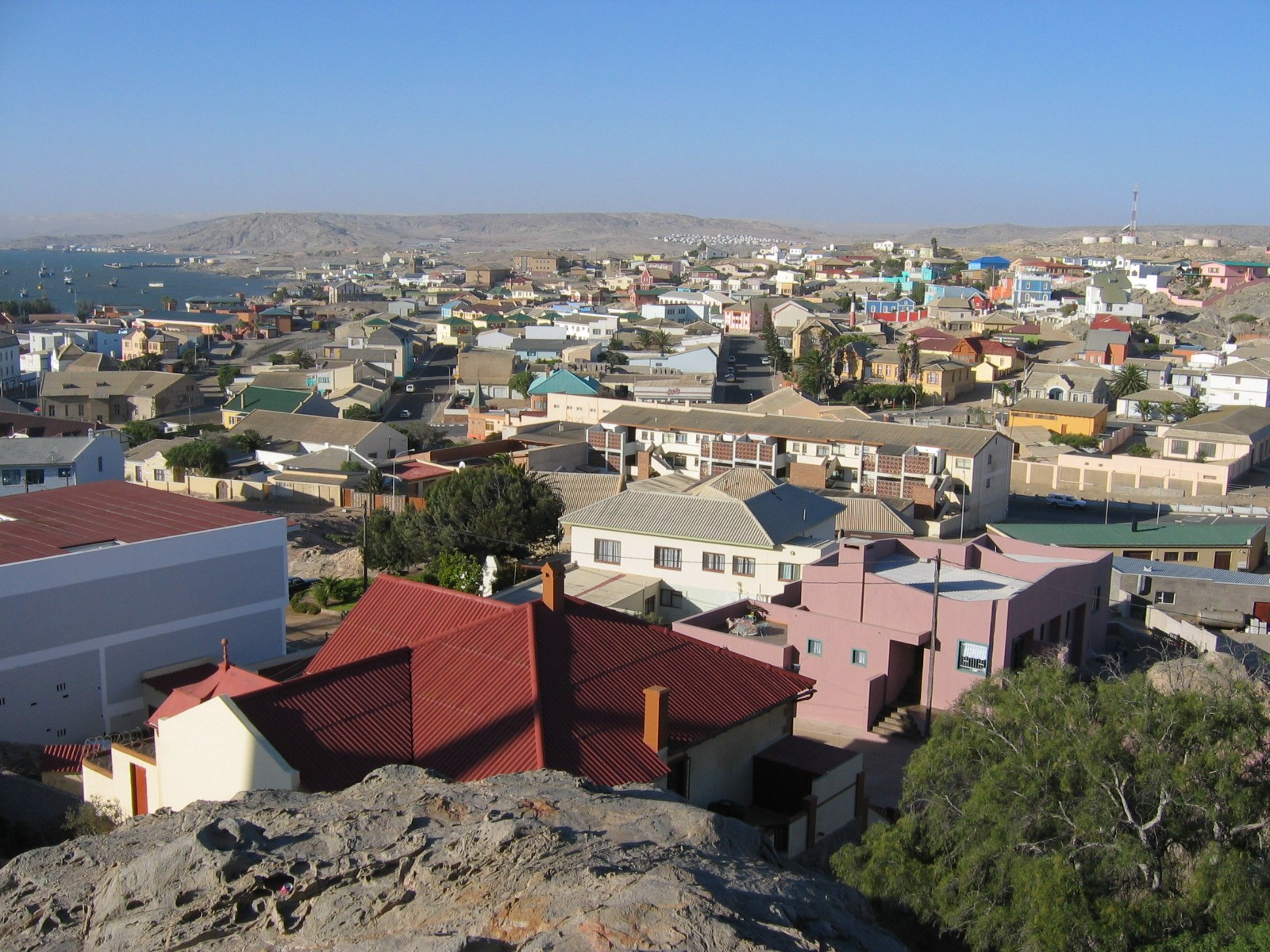
吕德里茨

吕德里茨（Lüderitz），是纳米比亚西南部的一座港口城市，位于纳米布沙漠中，属卡拉斯区管辖，人口约30000人。
1883年，阿道夫·吕德里茨从当地酋长处买下这块海岸，建设了一个贸易站，并以自己的名字为当地命名。1909年，附近发现钻石后，吕德里茨迅速繁荣起来。但是由于吕德里茨港口吃水较浅，无法停靠大型船舶，纳米比亚北部的鲸湾港遂代之而起，成为该国的主要港口。吕德里茨之后逐渐发展成为一座旅游港口。